# Versen om religionens fullkomlighet

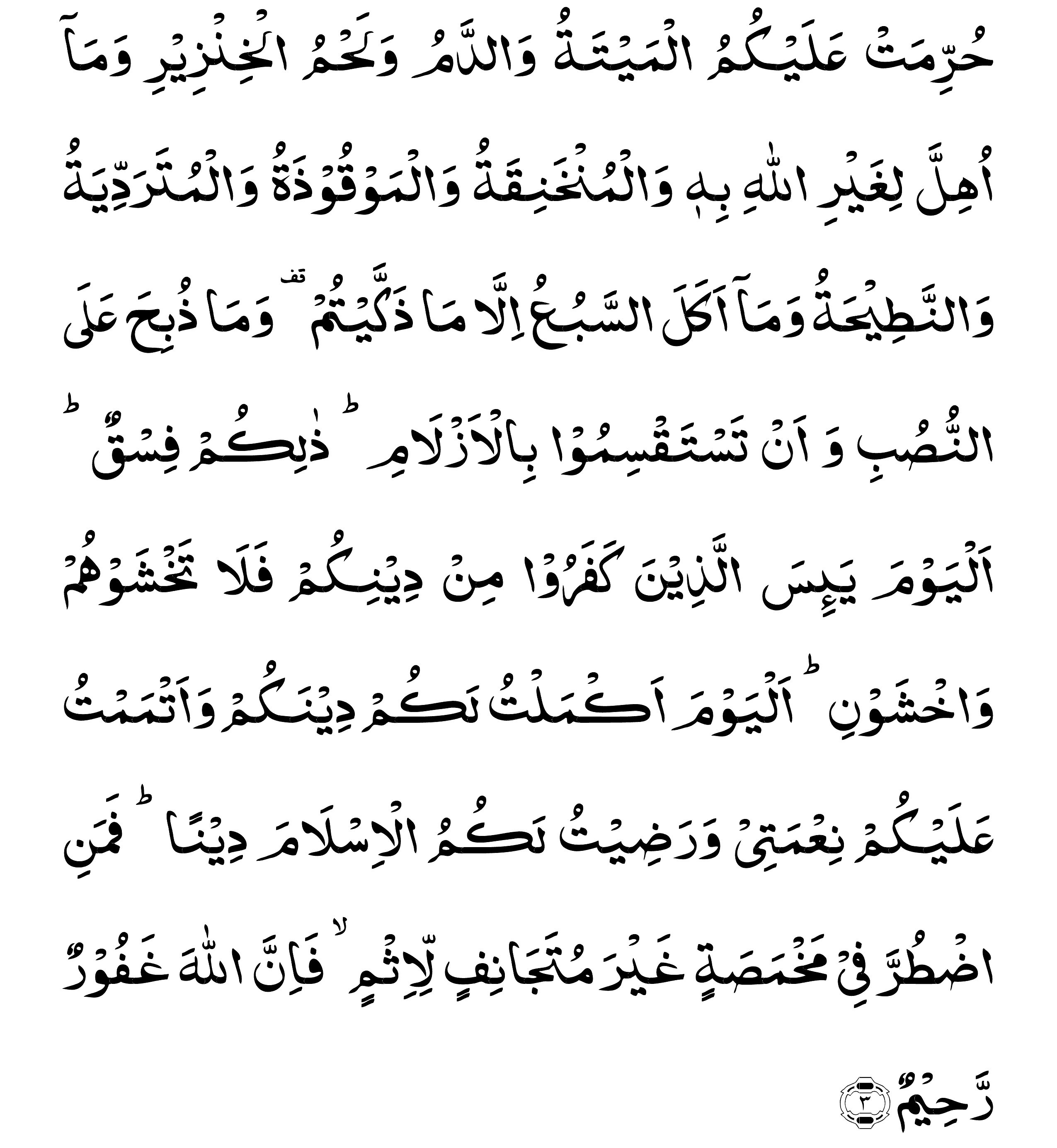
Vers 5:3 på arabiska.

Versen om religionens fullkomlighet (arabiska: آية إکمال الدين, Ayat Ikmal al-Din) är vers 3 i Koranens femte kapitel, al-Ma'ida. I denna vers säger Gud sig ha fulländat religionen och fullbordat välsignelsen. Versen uppenbarades i samband med den islamiske profeten Muhammeds sista vallfärd till Mecka. Shiitiska lärda säger att en del av versen uppenbarades efter att Ali ibn Abi Talibs ledarskap meddelades för alla muslimer i Ghadir Khumm.

## Text
Knut Bernströms tolkning:
"FÖRBJUDET för er är kött av självdöda djur och blod och svinkött och sådant [kött] som har slaktats i ett annat namn än Guds; [vidare kött av] djur som strypts eller kvävts eller dödats genom ett hårt slag eller [som] fallit utför ett stup eller stångats ihjäl eller rivits av ett rovdjur - om ni inte har slaktat djuret på föreskrivet sätt [medan det var vid liv] - och djur som slaktats på hedniska offeraltare. [Förbjudet är även] att genom teckentydning försöka utforska vad framtiden bär i sitt sköte; detta är ett ogudaktigt företag. Förnekarna av sanningen har nu misströstat om [att kunna göra slut på] er tro. Oroa er därför inte för dem - frukta Mig! Denna dag har Jag fullbordat det religiösa regelverket för er och skänkt er Min välsignelse i fullaste mått. Jag har beslutat att Islam skall vara er religion. Om någon drivs [att bryta mot förbuden ovan] av hunger, inte av lust att överträda dem, [skall han finna] Gud ständigt förlåtande, barmhärtig."

## I traditioner
I boken Musnad Ahmad ibn Hanbal har en hadith återberättats att Guds sändebud var på resa och kom fram till Ghadir Khumm. Sedan när det blev lunchtid bad sändebudet gruppbön. Sedan tog han tag i Alis hand och frågade om de (muslimerna) inte visste att han (profeten) sannerligen har mer rätt (awla) i relation till de troende än de själva (se vers 33:6). De jakade. Då frågade profeten om de inte visste att han sannerligen är mer värdig i relation till alla troende än de själva. De jakade. Sedan tog han tag i Alis hand och sade att Ali är mawla till vem som än han (profeten) är mawla till (ordet mawla betyder bland annat ledare, herre, mästare, försvarare och beskyddare). Därefter bad han till Gud om att han ska vara vän med den som är vän med Ali, och vara fiende men den som är fientlig mot honom. Därefter gratulerade Umar Ali och sade att han blivit mawla till alla troende män och kvinnor.
Shiamuslimer anser att ordet mawla betyder mästare/ledare, medan många sunnitiska lärda hävdat att profeten endast ville meddela att Ali var muslimernas vän och hjälpare.
I boken Jami' at-Tirmidhi har det även återberättats en hadith som graderats som autentisk att profeten sade att den han är mawla för är Ali mawla för.